# Pusztavacs
Pusztavacs is een plaats (község) en gemeente in het Hongaarse comitaat Pest. Pusztavacs telt 1530 inwoners (2001).
Het wordt vaak gezien als het geografische middelpunt van Hongarije.